# Draghievți, Gabrovo
Draghievți (în bulgară Драгиевци) este un sat în comuna Gabrovo, regiunea Gabrovo,  Bulgaria. 

## Demografie
Componența etnică a satului Draghievți
     Bulgari (100%)
     Nicio identificare (0%)
     Altele (0%)
La recensământul din 2011, populația satului Draghievți era de 36 locuitori. Din punct de vedere etnic, toți locuitorii erau bulgari.